# Deep Space Nine (station spatiale)
 (novembre 2024).
Dans l'univers de fiction de Star Trek, Deep Space Nine (ou DS9) ou Terok Nor (nom utilisé par les Cardassiens et le Dominion) est une station spatiale. Elle constitue le lieu principal de l'action dans la série télévisée Star Trek : Deep Space Nine.
La station sert de base pour l'exploration du Quadrant Gamma via le trou de ver de Bajor, nommé vortex dans la version française, et est une plateforme de voyage et de commerce pour les habitants du secteur. Elle est dirigée par une équipe mixte de Starfleet et d'officiers bajorans, et sert de port d'attache à bon nombre d'esquifs de Starfleet, ainsi qu'à l'USS Defiant. La station et son équipe dirigeante jouent un rôle crucial dans les évènements autour du secteur bajoran, le vortex, et la guerre contre le Dominion.

## Description
Deep Space Nine, d'un diamètre d'environ un kilomètre, est composée d'un large cercle externe d'embarquement et de débarquement, un cercle interne comportant les résidences, et un cœur contenant la promenade, les réacteurs à fusion ainsi que le centre d'opérations. Trois ensembles de pylônes se dressent verticalement à équidistance de l'anneau externe, décrivant une forme sphérique. Les extrémités de ces pylônes sont des zones d'accostages destinées en priorité aux vaisseaux de gros tonnage tel L'Enterprise. Le design est similaire à celui d'Empok Nor. Sa position à l'embouchure du vortex met la station à cinq heures de vol en navette spatiale de Bajor.
La promenade est l'artère publique principale où les résidents et visiteurs convergent, et où l'on peut trouver, entre autres :
- Le bar de Quark, qui est le lieu le plus fréquenté par le personnel de la station lors de son temps libre. L'établissement, occupant les deux niveaux de la promenade, dispose d'un vaste comptoir dont une partie donne directement sur la promenade, d'un grand nombre de tables où boissons et repas sont servis à toute heure et de plusieurs tables de jeu où les paris s'enchainent de manière endiablée. Le bar est également la seule zone de la station équipée de holosuites, équivalents des holodecks de la fédération et disposant de nombreux programmes proposés aux clients (aventure, romance, frisson, érotisme, etc.). O'brien et Bashir obtiendront la permission de Quark d'installer une cible de fléchettes dans un coin du bar pour y jouer durant leur temps libre.
- L'infirmerie, domaine du docteur Bashir, installée en face du bar de Quark au rez-de-chaussée de la promenade. Elle est équipée d'un laboratoire de recherches et d'un bloc opératoire.

On y trouve également le réplimat, un temple bajoran, la boutique vestimentaire de Garak, le Celestial Café, tenu par Bajorane Shalan Aroya, le bureau du chef de la sécurité Odo, un bureau de joaillerie, une confiserie, et, pour une brève période durant la première saison, la classe scolaire de Keiko O'Brien. Un entrepôt d'armes est situé au niveau 5, section 3 de l'anneau habitable. Il y a en moyenne 300 résidents permanents, bien que la station puisse en accueillir jusqu'à 7 000.

## Design
Le modèle de la station fut dessiné par Herman Zimmerman et Rick Sternbach, du département artistique. Les artistes participants incluent Ricardo Delgado, Joseph Hodges, Nathan Crowley, Jim Martin, Rob Legato, Gary Hutzel, Mike Okuda, ainsi que le producteur exécutif Rick Berman. La maquette fut fabriquée par Tony Meininger.